# Savona Foot-Ball Club 1960-1961
Questa voce raccoglie le informazioni riguardanti il Savona Foot-Ball Club nelle competizioni ufficiali della stagione 1960-1961.

## Rosa
| N. |                   | Ruolo | Calciatore            |
| -- | ----------------- | ----- | --------------------- |
|    | Italia (bandiera) | C     | Giuseppe Bianco       |
|    | Italia (bandiera) | P     | Adelelmo Bocchini     |
|    | Italia (bandiera) | A     | Francesco Brancaleoni |
|    | Italia (bandiera) | D     | Franco Caffaratti     |
|    | Italia (bandiera) | D     | Albino Chioccarello   |
|    | Italia (bandiera) | D     | Giovanni Cisleri      |
|    | Italia (bandiera) | C     | Piero Cucchi          |
|    | Italia (bandiera) | C     | Luciano Delfino       |
|    | Italia (bandiera) | P     | Bruno Ferrero         |
|    | Italia (bandiera) | A     | Marco Marchiandi      |

| N. |                   | Ruolo | Calciatore         |
| -- | ----------------- | ----- | ------------------ |
|    | Italia (bandiera) | C     | Giulio Mariani     |
|    | Italia (bandiera) | C     | Ilvo Nadali        |
|    | Italia (bandiera) | A     | Gianluigi Negri    |
|    | Italia (bandiera) | C     | Giacomino Parodi   |
|    | Italia (bandiera) | A     | Giacomo Persenda   |
|    | Italia (bandiera) | D     | Valentino Persenda |
|    | Italia (bandiera) | C     | Sergio Prina       |
|    | Italia (bandiera) | A     | Luciano Teneggi    |
|    | Italia (bandiera) | A     | Ezio Volpi         |
|    | Italia (bandiera) | P     | Sergio Zenari      |